# The Full Monty (musical)
The Full Monty è un musical con libretto di Terrence McNally e musiche e testi di David Yazbek, tratto dall'omonimo film del 1997. Il musical - la cui ambientazione è stata spostata da Sheffield a Buffalo - debuttò a San Diego nel 2000, prima di essere allestito a Broadway e Londra ed essere tradotto in oltre una dozzina di lingue, andando in scena in tutto il mondo.

## Trama

### Atto I
Mentre i tassi di disoccupazione salgono alle stelle e molti operai vengono licenziati, gli amici Jerry Lokowski e Dave Bukatinsky sono costretti ad accettare l'assegno di disoccupazione. Dopo aver perso il lavoro gli uomini vedono un cambiamento nelle dinamiche domestiche, dato che le mogli, che ora sono le sole con un lavoro, si godono l'indipendenza economica festeggiando insieme in locali di spogliarellisti. La bassa autostima dei due uomini peggiora ulteriormente quando sentono le mogli lamentarsi di loro: Georgie si lamenta delle insicurezze del marito Davie, mentre Pam, la ex moglie di Jerry, minaccia di fargli causa se non tornerà a versarle gli alimenti per il figlio Nathan, che non vede volentieri il padre.
Dopo aver parlato con uno degli spogliarellisti, Jerry e Dave si sorprendono di quanti soldi ricevano dalle donne durante le loro esibizioni e a Jerry viene un'idea: organizzare un numero di spogliarello tutto suo per pagare gli alimenti all'ex moglie e al figlio. Il primo a unirsi alla sua strampalata impresa è il solitario Malcolm, un agente di sicurezza della miniere in cui Jerry lavorava. Malcolm in realtà era molto depresso e viene salvato da un tentativo di suicido da Jerry e Dave; sentendo di aver trovato dei nuovi amici Malcolm si unisce a loro.
La successiva aggiunta al gruppo è l'ex supervisore di Jerry, Harold Nichols, un colletto bianco che balla da anni con la moglie Vicki. Il quartetto decide di fare dei provini per trovare altri aspiranti spogliarelisti. Alcuni dei loro ex colleghi accolgono l'iniziativa con ostilità, ma altri si presentano in cerca di un'occasione per brillare sulle scene. Tra loro anche Noah Simmons, un eccellente ballerino con l'artrite, ed Ethan Girard, che pur non essendo un gran ballerino sorprende tutti per le notevoli dimensioni del suo pene. Ai sei si unisce anche la pianista Jeanette Burmeister, che li aiuterà per le prove. Le prove cominciano e, dopo le prime difficoltà, Jerry riesce a incoraggiarli consigliando agli amici di pensare alle mosse dello spogliarello come azioni di uno sport invece che come passi di ballo.

### Atto II
Le prove continuano e alcuni degli aspiranti spogliarellisti cominciano a sentirsi insicuri, specialmente Dave, che non si trova a suo agio con il proprio corpo, ma Jeanette non permette distrazioni e sprona gli uomini a dare il massimo. Jerry intanto scopre di dover pagare l'affitto del locale in cui si esibiranno, ma Pam gli nega i soldi; sarà Nathan ad aiutare il padre prestandogli i soldi dal suo fondo per il college, un'azione che commuove Jerry perché il figlio sta finalmente dimostrando di aver fiducia in lui.
Le prove consolidano l'amicizia tra i sei uomini, ma li mettono anche a confronto con le proprie insicurezze. Durante la prova generale i sei vengono colti in fallo dalla polizia con indosso soltanto dei perizomi: Nathan, Jerry, Noah, Harold e Jeanette vengono arrestati e portati alle centrale di polizia, mentre Malcolm ed Ethan riescono a scappare e condividere un momento tenere insieme. Ma la situazione peggiore e Molly, la madre invalida di Malcolm, ha un improvviso peggioramento.
Pam viene a prendere il figlio alla stazione di polizia e qui Jerry scopre che tutte le donne della comunità hanno scoperto del loro strip-tease; per incoraggiarle a venire Jerry dice che il loro spettacolo sarà migliore di quello degli spogliarellisti professionisti, dato che loro appariranno completamente nudi (il "full monty" del titolo). Dave però abbandona il progetto, sentendosi troppo insicuro del suo corpo, che ritiene troppo brutto per essere visto nudo da chiunque, persino dalla moglie Georgie. Il gruppo si divide brevemente, ma la morte di Molly li riunisce nuovamente. Durante il funerale Malcolm ed Ethan annunciano agli anni che stanno insieme e sono diventati una coppia.
I sei, che si sono dati il nome d'arte "Hot Metal", sono troppo impauriti per andare in scena, ma trovano il coraggio quando le mogli ricordano loro di amarli nonostante tutto. Il loro arresto ha portato una fama inaspettata al loro spettacolo, che registra il tutto esaurito. Dave trova il coraggio di esibirsi ma, poco prima di salire in scena, Jerry viene assalito dalla paura. Nathan lo convince ad andare in scena e vincere le sue paure: gli Hot Metal salgono sul palco e conquistano il pubblico.

## Storia degli allestimenti
Dopo un mese di rodaggio all'Old Globe Theatre di San Diego, The Full Monty debuttò a Broadway il 26 ottobre 2000 e rimase in cartellone per 770 rappresentazioni fino al settembre 2002. Diretto da Jack O'Brien, il musical annoverava nel cast Patrick Wilson André De Schields, Jason Danieley, Kathleen Freeman, Emily Skinner ed Annie Golden. Oltre al successo di pubblico, il musical ottenne anche un buon successo di critica e fu candidato a dieci Tony Award, tra cui miglior musical. Nel 2001 una tournée del musical attraversò gli States, mentre nel 2009 una nuova produzione del musical andò in scena nel New Jersey con Elaine Stritch nel ruolo di Jeanette.
Dal marzo al novembre 2002 The Full Monty andò in scena al Prince of Wales Theatre di Londra, con De Schields e Danieley nei ruoli già ricoperti a Broadway, Jarrod Emick nella parte di Jerry e Dora Bryan nella parte di Jeanette. L'anno successivo il musical debuttò in Danimarca, mentre nel 2004 lo show fece il suo debutto sulle scene australiane. Nel corso degli successivi The Full Monty fu tradotto in una dozzina di lingue, andando in scena in Giappone, Islanda, Israele, Svezia, Grecia, Spagna, Croazia, Messico, Germania, Peru e Singapore.
La prima italiana del musical risale al 2001 ed è stato non solo il debutto internazionale del musical, ma anche la prima produzione dello show ad andare in scena in una lingua diversa dall'inglese. Prodotto dal Teatro Brancaccio e diretto da Gigi Proietti, The Full Monty annoverava nel cast Giampiero Ingrassia, Rodolfo Laganà, Miranda Martino e un giovanissimo Federico Le Pera nel ruolo del piccolo Nathan. Il musical tornò sulle scene italiane nella primavera del 2013, in una nuova produzione diretta da Massimo Romeo Piparo ed interpretata da Paolo Calabresi, Gianni Fantoni, Sergio Muniz, Paolo Ruffini, Jacopo Sarno e Pietro Sermonti nei ruoli degli spogliarellisti amatoriali. Per celebrare il ventesimo anniversario dello spettacolo, Piparo ha diretto un nuovo allestimento del musical, in tournée per l'Italia nella stagione 2019-2020. Il cast di questo nuovo tour comprende Fantoni, nel ruolo già ricoperto nel 2013, e Luca Ward, Nicolas Vaporidis, Jonis Bascir e Paolo Conticini.